# Picket Fences – Tatort Gartenzaun/Staffel 2
Die zweite Staffel der US-amerikanischen Fernsehserie Picket Fences – Tatort Gartenzaun besteht aus 22 Episoden. Sie wurde in den USA 1993/94 erstmals ausgestrahlt, in Deutschland 1995. Für diese Staffel wurde die Serie 1994 mit dem Primetime Emmy Award in der Kategorie Beste Dramaserie ausgezeichnet.

## Handlung
| Nr. (ges.) | Nr. (St.) | Deutscher Titel     | Originaltitel         | Erstausstrahlung USA | Deutschsprachige Erstausstrahlung (D) | Regie                  | Drehbuch                                                        |
| --- | --------- | ------------------- | --------------------- | -------------------- | ------------------------------------- | ---------------------- | --------------------------------------------------------------- |
| 23 | 1         | Selbstjustiz        | Turpitude             | 22. Okt. 1993        | 7. Juni 1995                          | Michael Pressman       | David E. Kelley                                                 |
| Als Bürgermeister Pugen auf offener Straße von einem bewaffneten Räuber überfallen und mit dem Tod bedroht wird, erschießt Pugen den Kriminellen, nachdem der seine Waffe bereits abgelegt hatte. Sheriff Brock lässt den Bürgermeister entgegen der öffentlich vorherrschenden Meinung verhaften und vor Gericht anklagen. Pugen habe nicht aus Notwehr gehandelt, sondern aus Vergeltung. Im Gerichtsprozess hat der neue Staatsanwalt Littleton einige Mühe mit Pugens Verteidiger Wambaugh. Littleton hat jedoch schließlich Erfolg mit seiner Anklage, der zufolge Pugen Selbstjustiz begangen habe, sodass Pugen des Totschlags schuldig gesprochen wird. |           |                     |                       |                      |                                       |                        |                                                                 |
| 24 | 2         | Schall und Rauch    | Duty Free Home        | 28. Okt. 1993        | 14. Juni 1995                         | Ron Lagomarsino        | David E. Kelley                                                 |
| Wambaugh geht bzgl. des Urteils gegen seinen Mandanten Pugen in Berufung, weil er Pugen falsch beraten habe. Das Berufungsgericht gibt Wambaughs Antrag statt und hebt das Urteil auf. Unterdessen ist sich Pugen jedoch seiner Schuld des Totschlags bewusst, kurz nach dem Berufungsurteil stirbt er zur Überraschung aller durch spontane menschliche Selbstentzündung. Als Maxine wegen Orgasmusschwierigkeiten in therapeutischer Behandlung ist, verliebt sich ihr Therapeut in sie. Er beendet die Behandlung, um die Liebesbeziehung zu ihr leben zu können, wird aber von Maxine in eine Falle gelockt und verhaftet, weil er die Arzt-Patienten-Beziehung ausgenutzt habe. Währenddessen gerät der katholische Pfarrer in ein moralisches Dilemma bzgl. eines gläubigen Pärchens, das genetisch bedingt keinen Sex haben sollte, um kein weiteres fehlgebildetes Kind zu zeugen. Schließlich trennt sich das Pärchen, auch wegen des Pfarrers persönlicher Meinung. |           |                     |                       |                      |                                       |                        |                                                                 |
| 25 | 3         | Winkelzüge          | Unlawful Enries       | 29. Okt. 1993        | 21. Juni 1995                         | Mel Damski             | Larry Moskowitz, David E. Kelley                                |
| Festgenommen als Vergewaltiger einer Frau, stellt sich ein Schullehrer als das Vergewaltigungsopfer heraus. Littleton erhebt Anklage gegen die Frau, wodurch der Lehrer öffentlich diskreditiert wird. Die zur neuen Bürgermeisterin ernannte Geschäftsfrau Rachel Harris suspendiert den Lehrer nach Elternbeschwerden von seiner Arbeit. Der Prozess endet in einem Vergleich und einer Bewährungsstrafe für die Vergewaltigerin. Unterdessen versucht der Therapeut, den Maxine hat anklagen lassen, diese davon zu überzeugen, dass er Maxine nicht ausgenutzt habe, woraufhin sich beide wieder versöhnen. |           |                     |                       |                      |                                       |                        |                                                                 |
| 26 | 4         | Mit getrübtem Blick | Under The Influence   | 5. Nov. 1993         | 28. Juni 1995                         | Michael Schultz        | Geoffrey Neigher, Ann Donahue, David E. Kelley                  |
| Maxine lässt bei einer Verkehrskontrolle eine alkoholisierte Fahrerin weiterfahren, weil diese es nicht mehr weit bis nach Hause hat. Prompt verursacht sie auf dieser Strecke einen schweren Verkehrsunfall. Wambaugh empfiehlt ihr vor Ankunft der Polizei, sich mit einem Glas Scotch zu beruhigen, worüber Richter und Staatsanwalt im folgenden Gerichtsprozess empört sind. Auf Wambaughs Veranlassung hin stimmt das Unfallopfer zu, dass die Angeklagte nur eine Bewährungsstrafe erhält, wenn es dafür die Stadt auf Schadensersatz verklagen darf. Auch wegen Bones Empörung über diesen Deal wird Wambaugh durch Bone ins Gefängnis gesteckt. Unterdessen steht Maxine weiter unter dem Einfluss ihres Therapeuten, sie trennt sich von ihm, weil er sie zu sehr beeinflusst. |           |                     |                       |                      |                                       |                        |                                                                 |
| 27 | 5         | Die Milchkönigin    | Dairy Queen           | 26. Nov. 1993        | 5. Juli 1995                          | Lou Antonio            | David E. Kelley                                                 |
| Ein weibliches Foto-Aktmodell ist für Aufnahmen in der Stadt, um die örtliche Molkerei zu bewerben. Nachdem sich herausstellt, dass sie von ihrem Mann geschlagen wurde, lässt sie sich durch Jimmy davon überzeugen, ihren Mann zu verklagen. Sie beginnt eine Romanze mit Jimmy und ihr Verteidiger Wambaugh erreicht vor Gericht, dass sich ihr Mann von ihr fernhalten soll. Sie missachtet jedoch das Urteil und kehrt zu ihrem Mann zurück, auch weil sie Jimmy für dauerhaft unerreichbar hält. Unterdessen kommt Kim zu dem Entschluss, ihre Brüste vergrößern zu lassen, und holt sich dazu nach dem Verbot von Jill die Hilfe ihrer leiblichen Mutter Lydia. Diese rät Jimmy, Jill nicht von dem Kuss zu erzählen. Schließlich überzeugt Jill Kim, dass sie mit dem Eingriff noch warten solle. |           |                     |                       |                      |                                       |                        |                                                                 |
| 28 | 6         | Die tanzende Diebin | Dancing Bandit        | 12. Nov. 1993        | 12. Juli 1995                         | Mel Damski             | Michael Sarno, David E. Kelley                                  |
| Eine dem FBI längst bekannte 4-köpfige Diebesbande, die von der tauben und fast stummen Diebin Laurie Bey und ihrem Mann Chris angeführt wird, überfällt in Rome eine Bank. Dabei führt sie wie bei jedem Überfall einen kurzen Tanz auf. Indem die Bande die Polizei austrickst, entkommt sie ihr abermals. Beim nächsten Coup wird Laurie von Jimmy angeschossen und daraufhin von Jill und Chris notoperiert. Dadurch kommen Laurie und Chris in Haft. Als sich bei Laurie im Krankenhaus medizinische Komplikationen ergeben, zieht Jill Chris hinzu und erwirkt zu ihrer weiteren Behandlung ihre Verlegung nach Chicago. Beim Abflug gesteht Chris ggü. Jill, dass die Bande Lauries Verlegung fingiert hat und ihr somit erneut zur Freiheit verholfen hat. |           |                     |                       |                      |                                       |                        |                                                                 |
| 29 | 7         | Fremde              | Strangers             | 10. Dez. 1993        | 19. Juli 1995                         | Oz Scott               | David E. Kelley                                                 |
| Ein Ehemann, der visuelle Agnosie und einen Hirntumor hat, erschießt in seinem Haus seinen Bruder, nachdem seine Frau ihm zugerufen hatte, es sei ein Einbrecher. Die Frau hatte mit dem Erschossenen eine Liebesbeziehung. Der Schütze und Jill Brock sind sich sicher, dass er wegen seiner Krankheit nicht im Stande war, den Mann als seinen Bruder zu erkennen. Die Staatsanwaltschaft erhebt Anklage wegen Mordes und Totschlags und führt an, dass der Schütze aus Vergeltung für das Untreusein seiner Frau und aus Gier auf das Geld gehandelt habe, das ihm nach dem Tod des Bruders zusteht. Der Prozess endet in beiden Anklagepunkten mit Freisprüchen. Als der Schütze am Gehirn operiert wird, bringt er halbwach ggü. Jill zum Ausdruck, dass er sich der Identität seines Bruders beim Todesschuss durchaus bewusst war. |           |                     |                       |                      |                                       |                        |                                                                 |
| 30 | 8         | Kreuz-Verhöre       | Cross Examinations    | 3. Dez. 1993         | 26. Juli 1995                         | Kristoffer Tabori      | Sonny Gordon, David E. Kelley                                   |
| Nachdem die schwangere Dana zur Weihnachtszeit unfallbedingt in ein Koma gefallen ist, finden Mediziner heraus, dass sie unmöglich schon Sex gehabt haben kann und dass sie noch Jungfrau ist. Als sie an einer Lungenentzündung zu sterben droht, rät Jill als behandelnde Ärztin Danas Vater dazu, das Baby abzutreiben, um Danas Leben zu retten. Da Dana stets gegen Abtreibung war, will der Vater einen Gerichtsbeschluss für die Abtreibung erwirken. Vertreter der katholischen und protestantischen Kirche intervenieren und möchten die Abtreibung verhindern, da es sich wegen Danas Jungfräulichkeit bei dem Fötus um Gottes Sohn handeln könnte. Ehe Bone urteilen kann, stellt die Polizei dem Gynäkologen Danas eine Falle, sodass der sich als Verursacher ihres Unfalls und – per Injektion – ihrer Schwangerschaft selbst belastet und daher verhaftet werden kann. Entgegen aller Wahrscheinlichkeit erwacht Dana doch noch aus dem Koma.                  |           |                     |                       |                      |                                       |                        |                                                                 |
| 31 | 9         | Wehret den Anfängen | Blue Christmas        | 17. Dez. 1993        | 2. Aug. 1995                          | Alan Myerson           | Ann Donahue, Geoffrey Neigher, David E. Kelley                  |
| Die Polizei führt in der Schule eine Razzia durch und findet dabei im Spind von Kims bester Freundin Lisa LSD. Deshalb und wegen ihrer Absicht, es in der Schule weiterverkaufen zu wollen, wird sie als Drogendealerin vor Gericht angeklagt. Dass Kim die Drogen gemeinsam mit Lisa gekauft hatte, halten Jill und die beiden Schülerinnen geheim. Als Lisa von Bone zu drei Jahren Gefängnis verurteilt wird, soll Lisa durch das FBI abgeholt werden, um wegen Drogenhandel vor einem Bundesgericht angeklagt zu werden, das den Fall dazu nutzen will, ein Exempel zu statuieren, wodurch ihr sogar 10 Jahre Haft drohen. Littleton, der Sheriff und weitere Polizisten verbünden sich und erreichen kooperativ, dass das Bundesgericht mangels Beweisen keinen Erfolg mit einer Anklage hätte. Dadurch kommt Lisa schließlich frei. |           |                     |                       |                      |                                       |                        |                                                                 |
| 32 | 10        | In Gottes Hand      | Paging Doctor God     | 7. Jan. 1994         | 9. Aug. 1995                          | Lorraine Senna Ferrara | David E. Kelley                                                 |
| Die schwangere Sandy fällt direkt nach der Geburt ihres Kindes im Krankenhaus in ein Koma. Ihr Mann, der ebenso wie sie christlicher Wissenschaftler ist, verbietet glaubensbedingt, dass die Ärzte Sandy am Gehirn operieren. Er versucht juristisch zu erreichen, dass die lebenserhaltenden Maßnahmen und die Behandlung im Krankenhaus abgebrochen werden, weil dies der Glaube verbiete. Schließlich urteilt Bone zur Bestürzung von Jill, dass dem Wunsch des Mannes Folge zu leisten ist. Unterdessen verkündet Zachary zur Verwunderung seiner Eltern, dass er Jude werden will. Der Gemeindeausschuss sucht die Schuld dafür zunächst bei Zachs Schullehrer, ehe sich herausstellt, dass Zachs Wunsch aus der Aussage seines Vaters hervorging, der zufolge es keinen Weihnachtsmann gibt. |           |                     |                       |                      |                                       |                        |                                                                 |
| 33 | 11        | Waffengewalt        | Guns’r’us             | 14. Jan. 1994        | 16. Aug. 1995                         | James Frawley          | Geoffrey Neigher, Ann Donahue, David E. Kelley                  |
| Ein älterer Schüler taucht Matthew auf der Schultoilette kopfüber in ein Klobecken. Matthew rächt sich, indem er das Auto des Älteren per Kartoffelkanone beschießt. Das Auto überschlägt sich, der Insasse wird schwer verletzt. Timothy, der jüngere Bruder des Verletzten, rächt sich wiederum an Matthew, indem er ihm mitten in der Schule mit Tötungsabsicht und Pistole in den Bauch schießt. Der Schütze wird verhaftet und vor Gericht angeklagt, während es in der Schule zwecks Auffindens von Waffen eine Razzia gibt und Matthew querschnittsgelähmt zu bleiben droht. |           |                     |                       |                      |                                       |                        |                                                                 |
| 34 | 12        | Fernsteuerung       | Remote Control        | 21. Jan. 1994        | 23. Aug. 1995                         | Michael Pressman       | David E. Kelley                                                 |
| Im Rahmen eines Vergleichs bekennt sich Timothy wegen Mordversuchs für schuldig. Ehe Bone ihn zu einer langjährigen Jugendstrafe verurteilt, kommt es vor Gericht zu einer kontroversen Grundsatzdebatte, in der Timothys Anwalt Wambaugh Gewaltdarstellungen im Fernsehen für die Gewalttat verantwortlich zu machen versucht, welche für seinen Mandanten mildernde Umstände darstellen. Unterdessen befiehlt Bürgermeisterin Harris dem Sheriff, unter anderem mit Straßensperren und der Abnahme der Fingerabdrücken aller Einwohner von Rome darauf hinzu wirken, dass der Kriminalität Einhalt geboten wird. Sheriff Brock verweigert die Umsetzung des Befehls. Bone macht die Entlassung des Sheriffs, die Harris deswegen erwirkt, wieder rückgängig mit der Aufforderung, dass die beiden zusammen arbeiten sollten. |           |                     |                       |                      |                                       |                        |                                                                 |
| 35 | 13        | Der Schneemensch    | Abominable Snowman    | 28. Jan. 1994        | 6. Sep. 1995                          | Bill D’Elia            | David E. Kelley                                                 |
| Es stellt sich heraus, dass Frank Teacher wieder in Rome ist, genannt Frank, der Kartoffelmann. Er ist obdachlos und klagt, als er von der Polizei mangels Obdach der Stadt verwiesen wird, mit Wambaughs Hilfe gegen die Bürgermeisterin. Bone urteilt, dass die Stadt ihm eine Unterkunft gewähren müsse, vor allem weil er Vietnamkriegsveteran ist. Unterdessen plant der Alzheimer-kranke Howard, sein eigenes Herz an seinen sterbenskranken Sohn zu spenden, und möchte dazu einen richterlichen Beschluss. In dem Gerichtsprozess hört Bone die Aussagen von verschiedenen Experten, bei denen es um Howards Gesundheitszustand und den Wert des Lebens geht. Bone entscheidet gegen Howards Plan, weil er sich nicht anmaßen wolle, ihn zum Tode zu verurteilen. Dessen Sohn wird trotzdem gerettet, und zwar mit dem Herz von Frank, den man indes erfroren aufgefunden hat.                                                                                        |           |                     |                       |                      |                                       |                        |                                                                 |
| 36 | 14        | Anstandsregeln      | Supreme Courting      | 4. Feb. 1994         | 13. Sep. 1995                         | Michael Schultz        | David E. Kelley                                                 |
| Es ist Valentinstag und in der Handlung geht es um die Beziehungen dreier Pärchen: Zach erregt die Aufmerksamkeit eines ähnlichaltrigen Mädchens. Sie küssen sich geheim in der Besenkammer, wobei er sie an der Brust berührt, Zach wird daraufhin wegen sexueller Belästigung für eine Woche vom Unterricht suspendiert. Kim erfährt über einen Verehrer, dass auf der Jungentoilette lauter Sprüche zu lesen sind, durch die sie sich als Frau herabgewürdigt fühlt. Carter Pike hat ein Rendezvous mit einer attraktiven Frau, bei dem er sich wegen Schüchternheit und Verlegenheit Sprechanweisungen per Wanze durch Maxine vorsagen lässt. Als die Frau davon erfährt, verklagt sie ihn wegen sexueller Belästigung, jedoch erfolglos. |           |                     |                       |                      |                                       |                        |                                                                 |
| 37 | 15        | Hexenjagd           | Divine Recall         | 11. Feb. 1994        | 20. Sep. 1995                         | Mel Damski             | David E. Kelley                                                 |
| In Rome wird ein 25 Jahre altes Porno-Video bekannt, in dem die jetzige Bürgermeisterin Harris zu sehen ist, die sich in ihrem Amt unter anderem für die Trennung von Kirche und Staat starkmacht und dadurch die Kirchenvertreter verärgert. Die beiden Pfarrer der katholischen und der evangelischen Kirche nutzen diese Gelegenheit, um im Stadtrat darüber abzustimmen, ob die Bürgermeisterin wegen mangelnder Vorbildfunktion aus ihrem Amt entfernt werden sollte. Gegner, darunter Jill, sehen darin eine Hexenjagd. Zudem wird die Liebesbeziehung zwischen Harris und dem deutlich jüngeren Lacos nun öffentlich bekannt. Der Stadtrat entscheidet mehrheitlich, dass Harris nicht länger amtieren darf. Neuer Bürgermeister wird – trotz seiner Alzheimer-Erkrankung – Howard Buss. |           |                     |                       |                      |                                       |                        |                                                                 |
| 38 | 16        | Katz und Maus       | Terms Of Estrangement | 4. März 1994         | 27. Sep. 1995                         | Andre Guttfreund       | Ann Donahue, Geoffrey Neigher, Larry Moskowitz, David E. Kelley |
| Jimmys ehemaliger Arbeitskollege Rick Jennings entführt Kim, als diese auf dem Heimweg ist, und hält sie in einem Bunker unter seinem Haus gefangen. Jennings macht sich ggü. Jimmy absichtlich verdächtig, indem er aufs Polizeirevier geht und seine Hilfe bei der Suche anbietet. Als die Polizei erfolglos nach Kim sucht, folgt Jimmy dem Rat von Psychologen, mit Jennings zu sprechen, weil der sich von seiner Schuld rein waschen wolle, die Jimmy ihm nach einem früheren Einsatz zuschrieb, in dessen Folge er seine Familie verlor. Erst als Jimmy Rick anfleht, lässt er Kim frei. |           |                     |                       |                      |                                       |                        |                                                                 |
| 39 | 17        | Ein schwerer Fall   | Squatter’s Rights     | 11. März 1994        | 4. Okt. 1995                          | Lou Antonio            | David E. Kelley                                                 |
| Die fettleibige Sophie sagt aus, ihren Mann mit ihrem großen Körper erstickt zu haben, um sich damit für Beleidigungen des Mannes gegen sie wegen ihrer Fettleibigkeit zu rächen. Basierend auf der Autopsie, zweifelt Maxine an der Aussage und setzt einen Lügendetektortest durch, ehe Sophie aus Schmach über ihre Fettleibigkeit zugibt, ihren Mann versehentlich im Schlaf erstickt zu haben. Unterdessen verantwortet sich Wambaugh vor einem Beth Din, nachdem ihn der Rabbiner wegen wiederholter geschmackloser Äußerungen aus seiner Synagoge ausgeschlossen hat. Der Rabbiner meint, dass Wambaugh antisemitische Vorurteile fördere. Das Schiedsgericht meint, dass der Rabbiner das Verhalten Wambaughs nicht auf die ganze jüdische Volksgruppe verallgemeinern dürfe, und beurteilt den Ausschluss als unrechtmäßig. |           |                     |                       |                      |                                       |                        |                                                                 |
| 40 | 18        | Recht oder Ordnung? | System Down           | 1. Apr. 1994         | 11. Okt. 1995                         | Alan Myerson           | David E. Kelley                                                 |
| Ein schwarzer Drogendealer erschießt zu Hause zwei Polizisten und wird daraufhin vor Gericht in Rome des Mordes angeklagt. Sein Verteidiger und der Staatsanwalt Littleton sind ebenfalls schwarz, die zwölf Geschworenen dagegen alle weiß. Diese sind sich anfangs überwiegend sicher, dass der Angeklagte wegen vorsätzlichen Mordes zu verurteilen sei. Im Laufe ihrer Beratungen überwiegt aber die Einsicht, er habe aus Notwehr gehandelt. Dennoch entscheiden sich elf von ihnen für seine Schuld, zwei Morde begangen zu haben, weil sie die Gefahr erneuter Morde durch ihn sehen. Sheriff Brock, der zwölfte Geschworene, wendet daraufhin ein, dass nicht zukünftige, sondern vergangene Taten zu beurteilen seien. Daraufhin kommen die Geschworenen letztlich überein, dass der Angeklagte des Mordes unschuldig sei. |           |                     |                       |                      |                                       |                        |                                                                 |
| 41 | 19        | Wir bitten zu Tisch | Buried Alive          | 8. Apr. 1994         | 25. Okt. 1995                         | David Hugh Jones       | David E. Kelley                                                 |
| Maxine stoppt Jills Vater Hayden wegen Überfahrens eines Stoppschildes, wobei jeder von ihnen überreagiert und dem anderen vorwurfsvoll begegnet. Zur Entschärfung des Konflikts laden die Brocks die beiden zu einem gemeinsamen Abendessen ein. Es kommt zu zahlreichen Streitgesprächen zwischen den vier, in denen es um ihre jeweilige Beziehung geht, so auch um Jimmys Angst, von Jill verlassen zu werden. |           |                     |                       |                      |                                       |                        |                                                                 |
| 42 | 20        | Schuh-Gefühle       | My Left Shoe          | 29. Apr. 1994        | 1. Nov. 1995                          | Bethany Rooney         | David E. Kelley, Geoffrey Neigher, Ann Donahue                  |
| Bei einem Löscheinsatz im Haus des katholischen Priesters Barrett findet die Polizei zufällig eine umfangreiche Sammlung Damenschuhe. Barrett gibt daraufhin zu, Damenschuh-Fetischist zu sein, hält sich aber nicht für pervers. Bürgermeister Buss verbreitet jedoch kurz darauf bestürzt im Fernsehen, dass Barrett pervers sei. Der Alzheimer-kranke Buss ist so enttäuscht von Barrett, weil er angesichts seiner Krankheit seinen Glauben erschüttert sieht. Wegen Bruchs des Zölibats verlangt der Bischof von Barrett, seine Gemeinde abzugeben, sofern es Barrett nicht gelingt, seine Gemeinde hinter sich zu vereinen. Daraufhin bittet Barrett die Gemeinde in seiner Kirche um Vergebung für seine Krankheit, die er psychiatrisch behandeln lassen will. Da ihm alle versammelten Gemeindemitglieder zustimmen, darf er sein Amt behalten. |           |                     |                       |                      |                                       |                        |                                                                 |
| 43 | 21        | Kalte Hoffnung      | Frosted Flakes        | 6. Mai 1994          | 8. Nov. 1995                          | Dennis Dugan           | David E. Kelley, Larry Moskowitz, Sean O’Byrne                  |
| Der etwa 10-jährige Bobby hat wegen Leukämie nur noch wenige Monate zu leben. Seine Eltern wollen ihn im Rahmen der Kryonik einfrieren, bis die Wissenschaft so weit sein wird, seine Krankheit zu heilen. Dazu wollen sie, vertreten durch Wambaugh, einen Gerichtsbeschluss erwirken. Gegner sehen die Gewissheit, dass Bobby durch das Einfrieren stirbt. Im folgenden Gerichtsprozess geht es um das Für und Wider der Kryonik. Währenddessen gibt es in Rome Diskussionen über das Leben nach dem Tod. Bone verbietet schließlich das Einfrieren Bobbys, da er die ihm verbleibende Zeit nicht verkürzen wolle. Zack und Matthew frieren im Tiefkühlschrank einen Frosch ein und versuchen erfolglos, ihn per Auftauen ins Leben zurückzuholen. |           |                     |                       |                      |                                       |                        |                                                                 |
| 44 | 22        | Abschied von Howard | Howard’s End          | 13. Mai 1994         | 15. Nov. 1995                         | David Hugh Jones       | David E. Kelley                                                 |
| Alzheimer-bedingt hat sich der Gesundheitszustand von Howard Buss inzwischen so weit verschlechtert, dass er in einer Demenzphase verkleidet als Indianer und mit Windeln in seinem Amtszimmer mit Pfeil und Bogen auf ungebetene Gäste schießt. Seine erwachsenen Kinder sehen ihn deshalb entwürdigt. Um ihm weitere Entwürdigung zu ersparen, schießt sein Sohn Kevin auf ihn mit Tötungsabsicht. Chirurgin Jill Brock befolgt den Wunsch der Tochter, auf die lebensrettende Operation zu verzichten. Dadurch stirbt Howard. Vor Gericht wird Kevin des Totschlags angeklagt. Sheriff Brock lügt im Zeugenstand, indem er Kevins Tat seiner angeblichen Unzurechnungsfähigkeit zuschreibt, und plädiert dafür, seine Tat aus Mitgefühl um Howard zu tolerieren. Daraufhin sprechen die Geschworenen Kevin frei. |           |                     |                       |                      |                                       |                        |                                                                 |